# EHF Liga Mistrzów 2013/2014 (grupa D)
EHF Liga Mistrzów 2013/2014 - rozgrywki i tabela grupy D
| Lp. | Drużyna                | M  | Mecze | Mecze | Mecze | Bramki | Bramki | Bramki | Pkt |
| Lp. | Drużyna                | M  | W     | R     | P     | +      | −      | +/−    | Pkt |
| --- | ---------------------- | -- | ----- | ----- | ----- | ------ | ------ | ------ | --- |
| 1.  | HSV Hamburg            | 10 | 9     | 0     | 1     | 330    | 266    | +64    | 18  |
| 2.  | SG Flensburg-Handewitt | 10 | 8     | 1     | 1     | 314    | 272    | +42    | 17  |
| 3.  | RK Gorenje Velenje     | 10 | 4     | 0     | 6     | 307    | 320    | −13    | 8   |
| 4.  | Aalborg Håndbold       | 10 | 4     | 0     | 6     | 275    | 265    | +10    | 8   |
| 5.  | CB Ciudad de Logroño   | 10 | 3     | 2     | 5     | 292    | 320    | −28    | 8   |
| 6.  | HK Drott               | 10 | 0     | 1     | 9     | 289    | 364    | −75    | 1   |

| Gospodarz \ Gość       | AAB   | VEL   | FLE   | CIU   | DRO   | HAM   |
| Aalborg Håndbold       |       | 23:28 | 26:27 | 28:24 | 37:23 | 26:28 |
| RK Gorenje Velenje     | 25:30 |       | 23:28 | 33:28 | 35:33 | 29:36 |
| SG Flensburg-Handewitt | 31:27 | 35:31 |       | 37:25 | 33:25 | 27:24 |
| CB Ciudad de Logroño   | 25:23 | 34:31 | 32:32 |       | 38:34 | 24:33 |
| HK Drott               | 26:35 | 32:40 | 27:37 | 35:35 |       | 24:35 |
| HSV Hamburg            | 28:20 | 41:32 | 32:27 | 34:27 | 39:30 |       |

| 21 września 2013 | CB Ciudad de Logroño                                                      | 24:33  | HSV Hamburg       |                                                                                                 |
| 19:30            | Thiago Gonçalves Santos 4 · Aidenas Malasinskas 4 · Josep Masachs Gelma 4 | (8:14) | 9 Stefan Schröder | Palacio de los Deportes de La Rioja, Logroño Widzów: 2500 Sędzia: Nenad Nikolić Dušan Stojković |
| 19:30            | 1× · 3×                                                                   | (8:14) | 5× · 3×           | Palacio de los Deportes de La Rioja, Logroño Widzów: 2500 Sędzia: Nenad Nikolić Dušan Stojković |

| 21 września 2013 | RK Gorenje Velenje | 35:33   | HK Drott      |                                                                         |
| 20:30            | Klemen Cehte 12    | (19:16) | 7 Anton Halen | Rdeča dvorana, Velenje Widzów: 1000 Sędzia: Ferenc Bonifert Viktor Oláh |
| 20:30            | 5× · 2×            | (19:16) | 3× · 3×       | Rdeča dvorana, Velenje Widzów: 1000 Sędzia: Ferenc Bonifert Viktor Oláh |

| 22 września 2013 | SG Flensburg-Handewitt | 31:27   | Aalborg Håndbold                |                                                                                |
| 15:00            | Holger Glandorf 8      | (15:12) | 7 Mads Larsen · 7 Morten Slundt | Flens-Arena, Flensburg Widzów: 2691 Sędzia: Marek Baranowski Bogdan Lemanowicz |
| 15:00            | 5× · 3×                | (15:12) | 4× · 2×                         | Flens-Arena, Flensburg Widzów: 2691 Sędzia: Marek Baranowski Bogdan Lemanowicz |

| 25 września 2013 | HK Drott                             | 27:37   | SG Flensburg-Handewitt                                  |                                                                              |
| 19:00            | Magnus Persson 5 · Philip Stenmalm 5 | (13:19) | 6 Jacob Heinl · 6 Thomas Mogensen · 6 Lasse Svan Hansen | Halmstad Arena, Halmstad Widzów: 1709 Sędzia: Andre Hansen Oistein Pettersen |
| 19:00            | 3× · 3×                              | (13:19) | 2× · 3×                                                 | Halmstad Arena, Halmstad Widzów: 1709 Sędzia: Andre Hansen Oistein Pettersen |

| 26 września 2013 | HSV Hamburg      | 41:32   | RK Gorenje Velenje |                                                                               |
| 20:00            | Žarko Marković 7 | (21:13) | 6 Niko Medved      | O2 World Hamburg, Hamburg Widzów: 2040 Sędzia: Stevann Pichon Laurent Reveret |
| 20:00            | 3×               | (21:13) | 4× · 3×            | O2 World Hamburg, Hamburg Widzów: 2040 Sędzia: Stevann Pichon Laurent Reveret |

| 29 września 2013 | Aalborg Håndbold | 28:24   | CB Ciudad de Logroño  |                                                                       |
| 17:00            | Mads Larsen 8    | (16:10) | 7 Aidenas Malašinskas | Gigantium, Aalborg Widzów: 3117 Sędzia: Matija Gubica Boris Milošević |
| 17:00            | 3×               | (16:10) | 2× · 3×               | Gigantium, Aalborg Widzów: 3117 Sędzia: Matija Gubica Boris Milošević |

| 13 października 2013 | Aalborg Håndbold                                     | 26:28   | HSV Hamburg      |                                                                          |
| 13:30                | Mads Larsen 5 · Nicolai Pedersen 5 · Morten Slundt 5 | (14:14) | 5 Žarko Marković | Gigantium, Aalborg Widzów: 4237 Sędzia: Vaidas Mazeika Mindaugas Gatelis |
| 13:30                | 4× · 2×                                              | (14:14) | 3× · 3×          | Gigantium, Aalborg Widzów: 4237 Sędzia: Vaidas Mazeika Mindaugas Gatelis |

| 13 października 2013 | HK Drott           | 35:35   | CB Ciudad de Logroño    |                                                                          |
| 16:00                | Philip Stenmalm 10 | (15:19) | 6 Ángel Fernández Pérez | Halmstad Arena, Halmstad Widzów: 850 Sędzia: Péter Horváth Balázs Marton |
| 16:00                | 2× · 3×            | (15:19) | 5× · 3×                 | Halmstad Arena, Halmstad Widzów: 850 Sędzia: Péter Horváth Balázs Marton |

| 13 października 2013 | SG Flensburg-Handewitt | 35:31   | RK Gorenje Velenje |                                                                    |
| 17:30                | Anders Eggert 7        | (16:13) | 9 Mario Šoštarič   | Flens-Arena, Flensburg Widzów: 3207 Sędzia: Jiri Opava Pavel Valek |
| 17:30                | 3× · 3×                | (16:13) | 4× · 3× · 1×       | Flens-Arena, Flensburg Widzów: 3207 Sędzia: Jiri Opava Pavel Valek |

| 16 października 2013 | RK Gorenje Velenje | 25:30   | Aalborg Håndbold |                                                                            |
| 19:15                | Staš Skube 8       | (11:15) | 8 Morten Slundt  | Rdeča dvorana, Velenje Widzów: 1230 Sędzia: Evgenij Zotin Nikolaj Volodkov |
| 19:15                | 2× · 3×            | (11:15) | 2× · 3×          | Rdeča dvorana, Velenje Widzów: 1230 Sędzia: Evgenij Zotin Nikolaj Volodkov |

| 17 października 2013 | HSV Hamburg                       | 39:30   | HK Drott         |                                                                                   |
| 19:00                | Kentin Mahe 8 · Stefan Schröder 8 | (18:14) | 6 Magnus Persson | O2 World Hamburg, Hamburg Widzów: 2350 Sędzia: Michal Badura Jaroslav Ondogrecula |
| 19:00                | 2× · 2×                           | (18:14) | 5× · 2×          | O2 World Hamburg, Hamburg Widzów: 2350 Sędzia: Michal Badura Jaroslav Ondogrecula |

| 19 października 2013 | CB Ciudad de Logroño      | 32:32   | SG Flensburg-Handewitt |                                                                                                |
| 20:00                | Rafael da Costa Capote 10 | (13:19) | 8 Steffen Weinhold     | Palacio de los Deportes de La Rioja, Logroño Widzów: 2500 Sędzia: Jonas Eliasson Anton Palsson |
| 20:00                | 3× · 3×                   | (13:19) | 5× · 3×                | Palacio de los Deportes de La Rioja, Logroño Widzów: 2500 Sędzia: Jonas Eliasson Anton Palsson |

| 16 listopada 2013 | HSV Hamburg     | 32:27   | SG Flensburg-Handewitt |                                                                              |
| 14:45             | Hans Lindberg 7 | (15:14) | 8 Steffen Weinhold     | O2 World Hamburg, Hamburg Widzów: 6844 Sędzia: Sławe Nikołow Ǵorǵi Naczewski |
| 14:45             | 3× · 3×         | (15:14) | 2× · 3×                | O2 World Hamburg, Hamburg Widzów: 6844 Sędzia: Sławe Nikołow Ǵorǵi Naczewski |

| 16 listopada 2013 | CB Ciudad de Logroño     | 34:31   | RK Gorenje Velenje | |
| 19:00             | Ángel Fernández Pérez 10 | (15:13) | 7 Staš Skube       | Palacio de los Deportes de La Rioja, Logroño Widzów: 2600 Sędzia: Michal Badura Jaroslav Ondogrecula |
| 19:00             | 1× · 3×                  | (15:13) | 4× · 3×            | Palacio de los Deportes de La Rioja, Logroño Widzów: 2600 Sędzia: Michal Badura Jaroslav Ondogrecula |

| 17 listopada 2013 | HK Drott          | 26:35  | Aalborg Håndbold  |                                                                           |
| 15:00             | Magnus Persson 11 | (8:15) | 11 Håvard Tvedten | Halmstad Arena, Halmstad Widzów: 1045 Sędzia: Václav Horáček Jiří Novotný |
| 15:00             | 4× · 3×           | (8:15) | 2× · 3×           | Halmstad Arena, Halmstad Widzów: 1045 Sędzia: Václav Horáček Jiří Novotný |

| 21 listopada 2013 | SG Flensburg-Handewitt | 27:24   | HSV Hamburg    |                                                                        |
| 19:00             | Anders Eggert 9        | (11:13) | 8 Petar Đorđić | Flens-Arena, Flensburg Widzów: 4057 Sędzia: Thierry Dentz Denis Reibel |
| 19:00             | 3× · 3×                | (11:13) | 2× · 3× · 1×   | Flens-Arena, Flensburg Widzów: 4057 Sędzia: Thierry Dentz Denis Reibel |

| 23 listopada 2013 | RK Gorenje Velenje | 33:28   | CB Ciudad de Logroño   |                                                                         |
| 20:30             | Senjamin Burić 6   | (15:14) | 12 Luis Felipe Jiménez | Rdeča dvorana, Velenje Widzów: 1000 Sędzia: Ivan Cacador Eurico Nicolau |
| 20:30             | 6× · 3× · 1×       | (15:14) | 1× · 3×                | Rdeča dvorana, Velenje Widzów: 1000 Sędzia: Ivan Cacador Eurico Nicolau |

| 24 listopada 2013 | Aalborg Håndbold | 37:23  | HK Drott                           |                                                                                 |
| 15:00             | Håvard Tvedten 7 | (17:7) | 5 David Löfgren · 5 Magnus Persson | Gigantium, Aalborg Widzów: 3721 Sędzia: Michalis Tzaferopoulos Andreas Bethmann |
| 15:00             | 1× · 2×          | (17:7) | 2× · 3×                            | Gigantium, Aalborg Widzów: 3721 Sędzia: Michalis Tzaferopoulos Andreas Bethmann |

| 27 listopada 2013 | HK Drott                            | 32:40   | RK Gorenje Velenje |                                                                               |
| 18:00             | Albin Stenberg 7 · Magnus Persson 7 | (14:20) | 10 Mario Šoštarič  | Halmstad Arena, Halmstad Widzów: 809 Sędzia: André Philipp Buache Marco Meyer |
| 18:00             | 2× · 3×                             | (14:20) | 4× · 3×            | Halmstad Arena, Halmstad Widzów: 809 Sędzia: André Philipp Buache Marco Meyer |

| 27 listopada 2013 | HSV Hamburg       | 34:27   | CB Ciudad de Logroño                                          |                                                                                 |
| 19:15             | Andreas Nilsson 6 | (17:12) | 6 Thiagus Petrus Gonçalves dos Santos · 6 Luis Felipe Jiménez | Sporthalle Hamburg, Hamburg Widzów: 2297 Sędzia: Dalibor Jurinovic Marko Mrvica |
| 19:15             | 1× · 3×           | (17:12) | 3×                                                            | Sporthalle Hamburg, Hamburg Widzów: 2297 Sędzia: Dalibor Jurinovic Marko Mrvica |

| 1 grudnia 2013 | Aalborg Håndbold                     | 26:27   | SG Flensburg-Handewitt                |                                                                     |
| 16:00          | Johan Jakobsson 6 · Håvard Tvedten 6 | (13:14) | 7 Holger Glandorf · 7 Thomas Mogensen | Gigantium, Aalborg Widzów: 4500 Sędzia: Csaba Dobrovits Peter Tajok |
| 16:00          | 3× · 1×                              | (13:14) | 7× · 3×                               | Gigantium, Aalborg Widzów: 4500 Sędzia: Csaba Dobrovits Peter Tajok |

| 5 lutego 2014 | RK Gorenje Velenje | 29:36   | HSV Hamburg    |                                                                             |
| 20:00         | Staš Skube 7       | (13:19) | 6 Adrian Pfahl | Rdeča dvorana, Velenje Widzów: 1500 Sędzia: Oyvind Togstad Rune Kristiansen |
| 20:00         | 2× · 3×            | (13:19) | 4× · 3×        | Rdeča dvorana, Velenje Widzów: 1500 Sędzia: Oyvind Togstad Rune Kristiansen |

| 5 lutego 2014 | CB Ciudad de Logroño                              | 25:23   | Aalborg Håndbold |                                                                                              |
| 20:30         | Ángel Fernández Pérez 6 · Alexandre Tioumentsev 6 | (13:10) | 9 Morten Slundt  | Palacio de los Deportes de La Rioja, Logroño Widzów: 2500 Sędzia: Thierry Dentz Denis Reibel |
| 20:30         | 4× · 3×                                           | (13:10) | 5× · 3×          | Palacio de los Deportes de La Rioja, Logroño Widzów: 2500 Sędzia: Thierry Dentz Denis Reibel |

| 8 lutego 2014 | SG Flensburg-Handewitt | 33:25  | HK Drott         |                                                                            |
| 17:00         | Bogdan Radivojević 7   | (20:8) | 8 Magnus Persson | Flens-Arena, Flensburg Widzów: 3607 Sędzia: Kursad Erdogan Ibrahim Ozdeniz |
| 17:00         | 4× · 3×                | (20:8) | 2× · 3×          | Flens-Arena, Flensburg Widzów: 3607 Sędzia: Kursad Erdogan Ibrahim Ozdeniz |

| 12 lutego 2014 | SG Flensburg-Handewitt              | 37:25   | CB Ciudad de Logroño |                                                                             |
| 20:55          | Jim Gottfridsson 6 · Hampus Wanne 6 | (19:11) | 5 Josep Masachs      | Flens-Arena, Flensburg Widzów: 3720 Sędzia: Ivan Pavićević Miloš Ražnatović |
| 20:55          | 4× · 3×                             | (19:11) | 2× · 3×              | Flens-Arena, Flensburg Widzów: 3720 Sędzia: Ivan Pavićević Miloš Ražnatović |

| 16 lutego 2014 | Aalborg Håndbold     | 23:28   | RK Gorenje Velenje |                                                                       |
| 14:15          | Mads Mensah Larsen 8 | (14:15) | 8 Staš Skube       | Gigantium, Aalborg Widzów: 4081 Sędzia: Stevann Picho Laurent Reveret |
| 14:15          | 3× · 2×              | (14:15) | 6× · 3× · 1×       | Gigantium, Aalborg Widzów: 4081 Sędzia: Stevann Picho Laurent Reveret |

| 16 lutego 2014 | HK Drott         | 24:35   | HSV Hamburg       |                                                                       |
| 16:00          | Magnus Persson 7 | (12:14) | 6 Stefan Schröder | Halmstad Arena, Halmstad Widzów: 874 Sędzia: Péter Herczeg Péter Südi |
| 16:00          | 5× · 3× · 1×     | (12:14) | 2× · 3×           | Halmstad Arena, Halmstad Widzów: 874 Sędzia: Péter Herczeg Péter Südi |

| 20 lutego 2014 | CB Ciudad de Logroño    | 38:34   | HK Drott          |                                                                                                 |
| 19:30          | Alexandre Tioumentsev 9 | (21:21) | 9 Philip Stenmalm | Palacio de los Deportes de La Rioja, Logroño Widzów: 1500 Sędzia: Sławe Nikołow Ǵorǵi Naczewski |
| 19:30          | 3× · 3×                 | (21:21) | 3× · 3×           | Palacio de los Deportes de La Rioja, Logroño Widzów: 1500 Sędzia: Sławe Nikołow Ǵorǵi Naczewski |

| 22 lutego 2014 | RK Gorenje Velenje | 23:28  | SG Flensburg-Handewitt                    |                                                                         |
| 20:30          | Staš Skube 6       | (9:15) | 6 Bogdan Radivojević · 6 Steffen Weinhold | Rdeča dvorana, Velenje Widzów: 1000 Sędzia: Václav Horáček Jiří Novotný |
| 20:30          | 5× · 3× · 1×       | (9:15) | 5× · 3× · 1×                              | Rdeča dvorana, Velenje Widzów: 1000 Sędzia: Václav Horáček Jiří Novotný |

| 23 lutego 2014 | HSV Hamburg       | 28:20  | Aalborg Håndbold   |                                                                             |
| 14:15          | Domagoj Duvnjak 7 | (12:9) | 5 Nicolai Pedersen | O2 World Hamburg, Hamburg Widzów: 4000 Sędzia: Andrei Gousko Siarhei Repkin |
| 14:15          | 2× · 3×           | (12:9) | 2×                 | O2 World Hamburg, Hamburg Widzów: 4000 Sędzia: Andrei Gousko Siarhei Repkin |